# 阿维·玛比
阿维·玛比（Awer Mabil，1995年9月15日—），南苏丹裔澳洲籍足球運動員，出生于肯亞卡库马，司職前鋒及翼鋒，現效力於瑞士足球超级联赛球會草蜢。澳洲國家足球隊成員。

## 早年
阿维·玛比在肯亞的卡庫馬出生，居住在難民營至2006年才到達澳洲，在電視上看到2006年世界杯足球赛直播後，使他對足球產生興趣並成為職業足球員。

## 球員生涯

### 阿德萊德聯
2012年，玛比代表坎貝爾敦城參加南澳洲超級聯賽期間展現他的高速及盤球技術後，引起阿德萊德聯的注意並簽約加盟 。2013年1月11日對珀斯光輝的常規賽中首次代表球隊上場。此外他亦是2012/13球季最佳青年聯賽球員。